# فالده
فالده (به آلمانی: Vahlde) یک شهر در آلمان است که در Fintel واقع شده‌است.
 فالده  ۷۱۴ نفر جمعیت دارد.